# Hyposmocoma lichenalis
Hyposmocoma lichenalis là một loài bướm đêm thuộc họ Cosmopterigidae. Nó là loài đặc hữu của Lanai.